# Discovery Science (kênh truyền hình)
Discovery Science là kênh truyền hình châu Âu về lĩnh vực không gian, công nghệ và khoa học.

## Lịch sử
Ở châu Âu, kênh truyền hình có tên ban đầu là Discovery Sci-Trek tại Anh năm 1998 và được đổi thành Discovery Science vào ngày 1 tháng 4 năm 2003.

## Chương trình
- Beyond Tomorrow
- Building the Ultimate
- Extreme Engineering
- How It's Made
- How Do They Do It?
- How Machines Work
- Invention Nation
- Nextworld
- Race To Mars
- Raging Planet
- Rough Science
- Ten Ways
- The Big Experiment
- Understanding
- Universe (với John Hurt kể chuyện)